# Казејфичо (Кремона)
Казејфичо је насеље у Италији у округу Кремона, региону Ломбардија.
Према процени из 2011. у насељу је живело 47 становника. Насеље се налази на надморској висини од 34 м.